# Oesofagusvarices

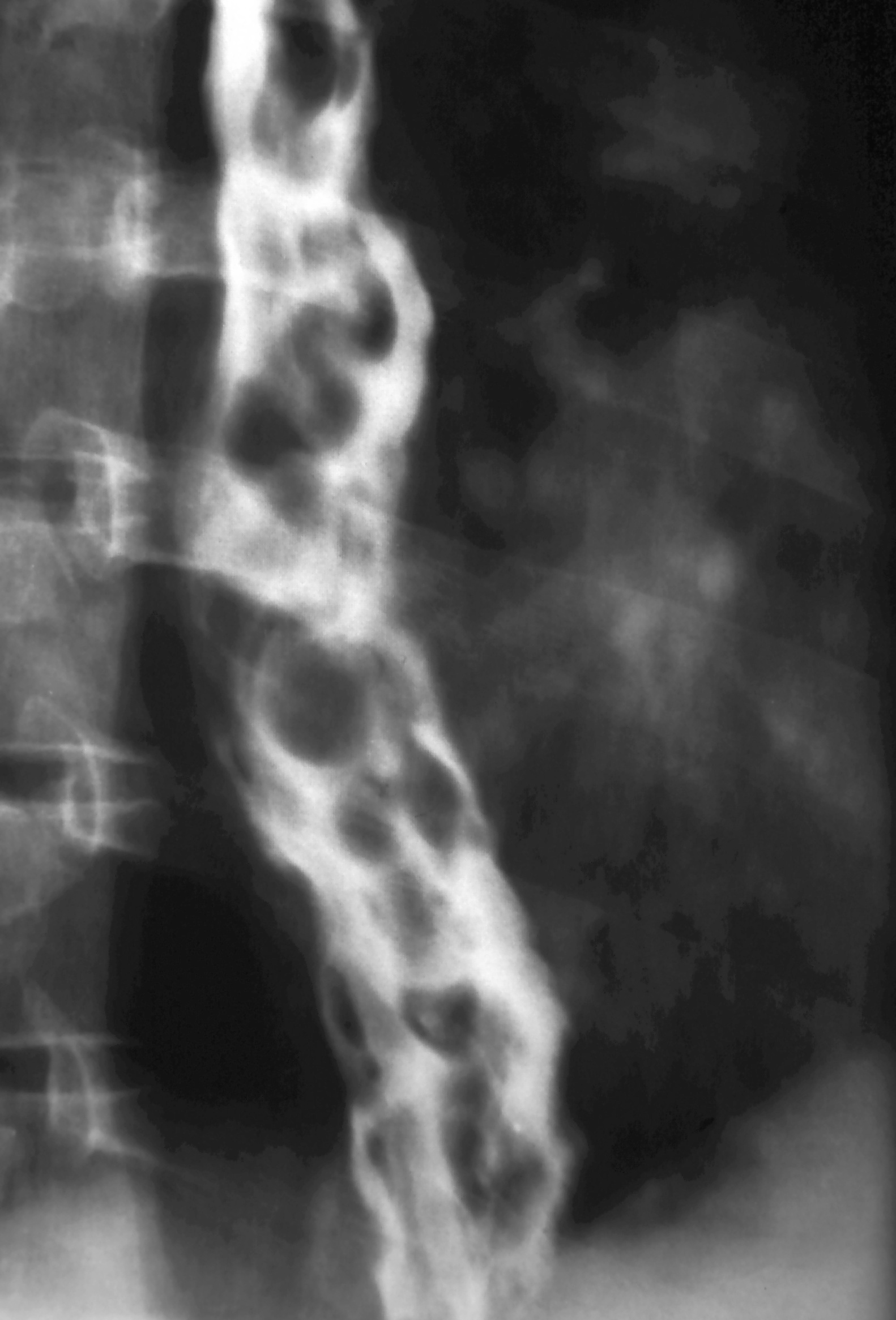
Verwijde bloedvaten in de wand van de slokdarm

Oesofagusvarices of slokdarm-spataderen zijn verwijde bloedvaten in de wand van de slokdarm. Ze treden vaak op als de lever niet meer in staat is het bloed uit de poortader van de darmen te verwerken. Dit zoekt zich dan een weg langs de lever, en vindt die in een netwerk van aderen die rond de slokdarm lopen. Deze raken dan verwijd.
Oorzaken zijn onder andere levercirrose, meestal door zeer langdurig overmatig alcoholgebruik, en vena-portatrombose die spontaan of als gevolg van medisch ingrijpen kan optreden.
De gevolgen kunnen direct levensbedreigend zijn: dergelijke spataderen kunnen spontaan gaan bloeden, in korte tijd kan veel bloed verloren worden naar de maag. Bij alcoholisten kan het zijn dat ook de aanmaak van stollingsfactoren verminderd is door de levercirrose, waardoor de bloeding extra gevaarlijk is.
Een bloeding wordt vaak pas opgemerkt als de betrokkene opeens bloed gaat braken of flauwvalt omdat de bloeddruk sterk daalt. Bij kleinere bloedingen treedt 1-2 dagen na de bloeding zwarte ontlasting op: melena.
Mensen met een verdenking van maag- of slokdarmbloeding dienen met spoed naar een ziekenhuis te worden gebracht.